# Władisław Szkurłatow
Władisław Szkurłatow (ur. 30 marca 1983) – rosyjski lekkoatleta specjalizujący się w rzucie oszczepem.
Wicemistrz świata juniorów z Kingston (2002). W 2005 zajmował czwarte lokaty podczas młodzieżowych mistrzostw Europy oraz uniwersjady. 
Reprezentant Rosji w meczach międzypaństwowych oraz zimowym pucharze Europy w rzutach lekkoatletycznych.
Rekord życiowy: 81,14 (15 lipca 2005, Erfurt). 

## Osiągnięcia
| Rok  | Impreza                        | Miejsce       | Pozycja    | Wynik |
| ---- | ------------------------------ | ------------- | ---------- | ----- |
| 2002 | Mistrzostwa świata juniorów    | Kingston      | 2. miejsce | 74,09 |
| 2005 | Młodzieżowe mistrzostwa Europy | Erfurt        | 4. miejsce | 76,12 |
| 2005 | Uniwersjada                    | Izmir         | 4. miejsce | 76,84 |
| 2006 | Zimowy puchar Europy w rzutach | Tel Awiw-Jafa | 2. miejsce | 79,27 |
| 2009 | Uniwersjada                    | Belgrad       | –          | NM    |